# Lunania ekmanii
Lunania ekmanii är en videväxtart som beskrevs av Ignatz Urban. Lunania ekmanii ingår i släktet Lunania och familjen videväxter. Inga underarter finns listade i Catalogue of Life.